# Леополд Еярц
Леополд Еярц (на френски: Léopold Eyharts) е френски космонавт/астронавт-изследовател на CNES. Извършил е 2 космически полета с обща продължителност над 68 денонощия.

## Биография
Леополд Еярц е роден на 28 април 1957 г. в Биариц, Аквитания. През 1979 г. завършва Академията на Военновъздушните сили на Франция в Салон дьо Прованс с диплом за инженер, а през 1980 г. получава диплом за летец-изтребител в Тур.
През 1980 г. служи като командир на патрул самолети, а от 1985 г. става командир на ескадрила. Участва в операции в Африка и в учения в САЩ.
През 1988 г. Еярц завършва училище за летци-изпитатели (на френски: École des Équipages d'Essais – EPNER) в Испра, и до 1990 г. служи като летец-изпитател в Центъра за изпитателни полети в Брьотини сюр Орж (на френски: Bretigny-sur-Orge), до Париж. През 1990 г. е назначен за главен летец-изпитател. Общият му нальот на повече от 50 модификации самолети е около 3500 часа, 21 скока с парашут, 1 от тях с катапултиране.
През 1992 г. Еярц е назначен за отговорник на програмата Caravelle Zero-G (за полети по параболична траектория за безтегловност) като летец-изпитател и инженер на ЕКА.
Еярц е женен, съпругата му е Доминик Фосе. Има 1 дете.

## CNES
През 1985 г. Леополд Еярц взема участие във втория набор астронавти CNES-2, но не е зачислен. През декември 1990 г. е зачислен в 3-тата група космонавти на CNES като пилот по програмата „Хермес“.
През 1991 и 1993 г. Ертц минава 2 кратки тренировки в Центъра за подготовка на космонавти „Юрий Гагарин“ (ЦПК), където участва в тренировките по програмата за създаване на руската совалка „Буран“, извършва полети на совалката-тренажор (Ту-154 и МиГ-25). През 1993 г. преминава тренировки по оцеляване в Подмосковието по програмата на ЦПК.
На 11 юли 1994 г. Еярц е обявен за дубльор на френския космонавт-изследовател за полета по програмата „Касиопея“. През януари 1995 г. започва подготовка в ЦПК „Ю. Гагарин“. От декември 1995 г. до юли 1996 г. преминава подготовка в състава на втория екипаж, заедно с Валерий Корзун и Александър Калери, като космонавт-изследовател на космическия кораб „Союз ТМ-24“.
По-късно е утвърден за космонавт-изследовател в основния екипаж по френската програма ЕО-24, заедно с Юрий Гидзенко и Павел Виноградов.

## Първи полет
От 29 януари до 19 февруари 1998 г. Еярц извършва своя първи полет като космонавт-изследовател по програмата „Пегас“ на кораба „Союз ТМ-27“, заедно с Талгат Мусабаев и Николай Бударин.
В съответствие с програмата на полета на 31 януари корабът се скачва със станцията „Мир“, където в това време работела 24-Основна експедиция: (Анатолий Соловьов и Павел Виноградов), заедно с които Еярц се завръща на Земята (с кораба „Союз ТМ-26“, отново като космонавт-изследовател).
Продължителността на полета е 20 денонощия 16 часа 35 минути 48 секунди.

## Подготовка
През май 1998 г. Леополд Еярц минава медицинско изследване в Института по медико-биологически проблеми (ИМБП) като резервен дубльор на Жан-Пиер Еньоре по програмата Perseus (в случай на отстраняване от подготовка на Клоди Еньоре, родила дъщеря през февруари).
През август 1998 г. Еярц влиза в отряда на астронавтите на ЕКА. През същата година Еярц започва тренировки в Космическия център „Л. Джонсън“ (на английски: Johnson Space Center) в Хюстън, където получава квалификация „специалист на полета“. Еярц тренира по програмата за полет към МКС.
През април 2005 г. Леополд Еярц е назначен за дубльор на Томас Райтер, който трябвало да изпълни продължителен полет, заедно с екипажа на МКС през 2005 г. – по-късно полетът е пренасрочен за септември 2006 г.
През август 2006 г. със съвместно решение на Роскосмос и NASA Л. Еярц е временно включен в състава на екипажа на Експедиция 16 (старт с „Атлантис“, мисия STS-122, кацане с „Индевър“, мисия STS-123). В същата година е произведен в бригаден генерал.

## Втори полет
Вторият полет на Еярц започва на 7 февруари 2008 г. в 19:45:30 UTC. Той е пети специалист на полета в екипажа на „Атлантис“, мисия STS-122. След пристигането на станцията (скачването става на 9 февруари) сменя в основния екипаж на 16-а експедиция астронавта Даниел Тани (NASA).
След пристигането на 13 март 2008 г. на борда на МКС на екипажа на совалката „Индевър“, мисия STS-123, на 15 март 2008 г. Еярц предава функциите си на бординженер на екипажа на Експедиция-16, на Гарет Райсмън. На 25 март 2008 г. в 00:25 UTC совалката се отделя от МКС. Кацането става на 27 март в 00:39 UTC на космодрума на нос Канаверал.
Продължителността на втория полет на Леополд Еярц е 48 денонощия 4 часа 53 минути 38 секунди.

## Награди
- Кавалер на ордена на Почетния легион.
- Кавалер на националния орден „За заслуги“.
- Медал на отвъдморския департамент.
- Сребърен медал на националната отбрана.
- Кавалер на орден „Смелост“[2] (Русия).
- Кавалер „Орден на дружбата“ (Русия).